# 張受中
張受中（?—?），山西省沁州直隸州沁源縣人，清朝政治人物、同進士出身。
光緒二十一年（1895年），参加光緒乙未科殿試，登進士三甲165名。同年五月，著交吏部掣签分发各省，以知县即用。任直隶阜平、湖北京山、直隶昌黎知县。